# The 1996 DEP Sessions
The 1996 DEP Sessions – album studyjny gitarzysty Tony'ego Iommiego oraz basisty i wokalisty Glenna Hughesa. Wydawnictwo ukazało się 28 września 2004 roku nakładem wytwórni muzycznej Sanctuary Records. W nagraniach muzyków wsparli keyboardziści Don Airey, Geoff Nicholls i Mike Exeter oraz perkusista Dave Holland.

## Lista utworów
Opracowano na podstawie materiału źródłowego.
1. "Gone" - 4:29
2. "From Another World" - 5:55
3. "Don't You Tell Me" - 4:14
4. "Don't Drag the River" - 4:34
5. "Fine" - 5:05
6. "Time is the Healer" - 4:16
7. "I'm Not the Same Man" - 4:20
8. "It Falls Through Me" - 4:46

## Listy sprzedaży
| Lista  | Kraj    | Pozycja |
| ------ | ------- | ------- |
| Oricon | Japonia | 239     |